# Bistum Córdoba (Mexiko)
Das Bistum Córdoba (lat.: Dioecesis Cordubensis in Mexico, span.: Diócesis de Córdoba) ist eine in Mexiko gelegene römisch-katholische Diözese mit Sitz in Córdoba.

## Geschichte
Das Bistum Córdoba wurde am 15. April 2000 durch Papst Johannes Paul II. mit der Apostolischen Konstitution Ministerium Nostrum aus Gebietsabtretungen des Erzbistums Jalapa errichtet und diesem als Suffraganbistum unterstellt. Erster Bischof wurde Eduardo Porfirio Patiño Leal. Ihm folgte am 4. Juli 2020 Eduardo Carmona Ortega ORC.